# Güevedoce
A la República Dominicana, güevedoces, (del castellà dominicà «güevos a los doce»; «testicles als dotze anys») són nens amb un tipus específic d'intersexualitat. Els individus güevedoces es classifiquen com a noies quan neixen però, cap als 12 anys d'edat, comencen a desenvolupar genitals masculins. Això es deu a una deficiència en la producció de 5α-reductasa 2 (5αR2D), un enzim implicat en el metabolisme de la testosterona a dihidrotestosterona.
El mateix fenomen es produeix a Papua Nova Guinea, on els Sambia l'anomenen kwolu-aatmwol (literalment «una cosa femenina que es converteix en una cosa masculina») i a Turquia.
Anne Fausto-Sterling afirma que els individus güevedoces (així com les persones de Papua Nova Guinea amb deficiència de 5α-reductasa tipus 2) «són reconeguts com un tercer sexe» per les seves cultures, mentre que aquestes cultures «no obstant això, només reconeixen dos rols de gènere».

## Primeres investigacions
Les primeres investigacions científiques dels güevedoces es van produir a la dècada del 1970, quan Julianne Imperato-McGinley, endocrinòloga de la Universitat de Cornell, va viatjar al poble de Las Salinas (República Dominicana) per investigar informes de nens aparentment femenins que es van convertir en nens homes a l'inici de la pubertat. Es va determinar que la causa era la deficiència de 5α-reductasa tipus 2, i els resultats es van publicar a la revista Science el 1974. Es va trobar que la freqüència de la deficiència era inusualment alta a Las Salinas, amb una proporció d'ocurrència d'1 güevedoce per cada 90 homes no afectats.
La transformació d'una nena fenotípicament femenina en un adult fenotípicament masculí a la pubertat, que es diu que es celebra a la cultura dominicana, és el resultat d'un mascle genotípic (amb cromosomes XY) nascut amb una deficiència de l'enzim 5α-reductasa. La 5α-reductasa és responsable de la reducció de la testosterona a dihidrotestosterona.
La majoria dels güevedoces desenvolupen un micropenis i, en general, són infèrtils.

## Estatus en la societat
A països com els Estats Units, els nens intersexuals sovint són operats immediatament després del naixement per fer que els seus genitals semblin típicament masculins o femenins. A la República Dominicana, els güevedoces es consideren un tercer gènere i experimenten una socialització de gènere ambivalent. A l'edat adulta, els güevedoces s'autoidentifiquen més com a homes, però no necessàriament són tractats com a tals per la societat.